# Bateau-Lavoir

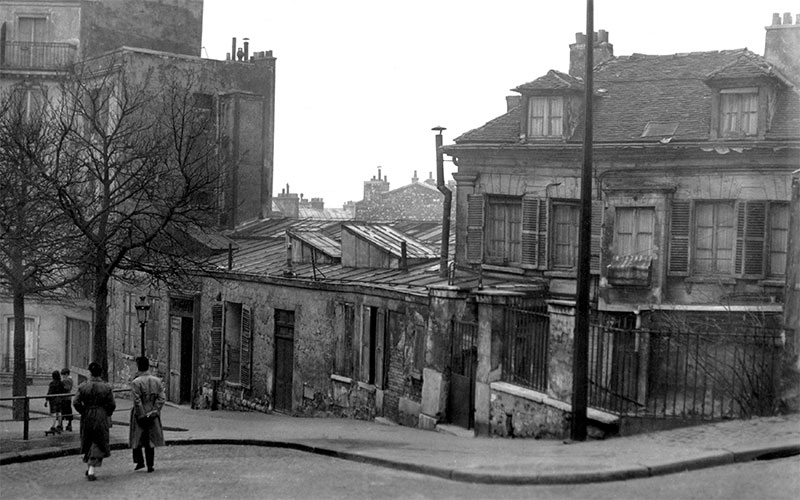
Le Bateau-Lavoir (Mitte), um 1910

Le Bateau-Lavoir war ein verwahrlostes Haus auf dem Montmartre in der Rue Ravignan Nr. 13 (heute place Émile-Goudeau no. 13) im 18. Arrondissement in Paris. Der Name des Hauses ging in die Kunstgeschichte ein, da um die Wende zum 20. Jahrhundert eine Gruppe von später berühmt gewordenen Künstlern dort gelebt und Ateliers gemietet hatte. Es wurde 1970 durch einen Brand zerstört und 1978 als Atelierhaus rekonstruiert.

## Das Haus und seine Bewohner

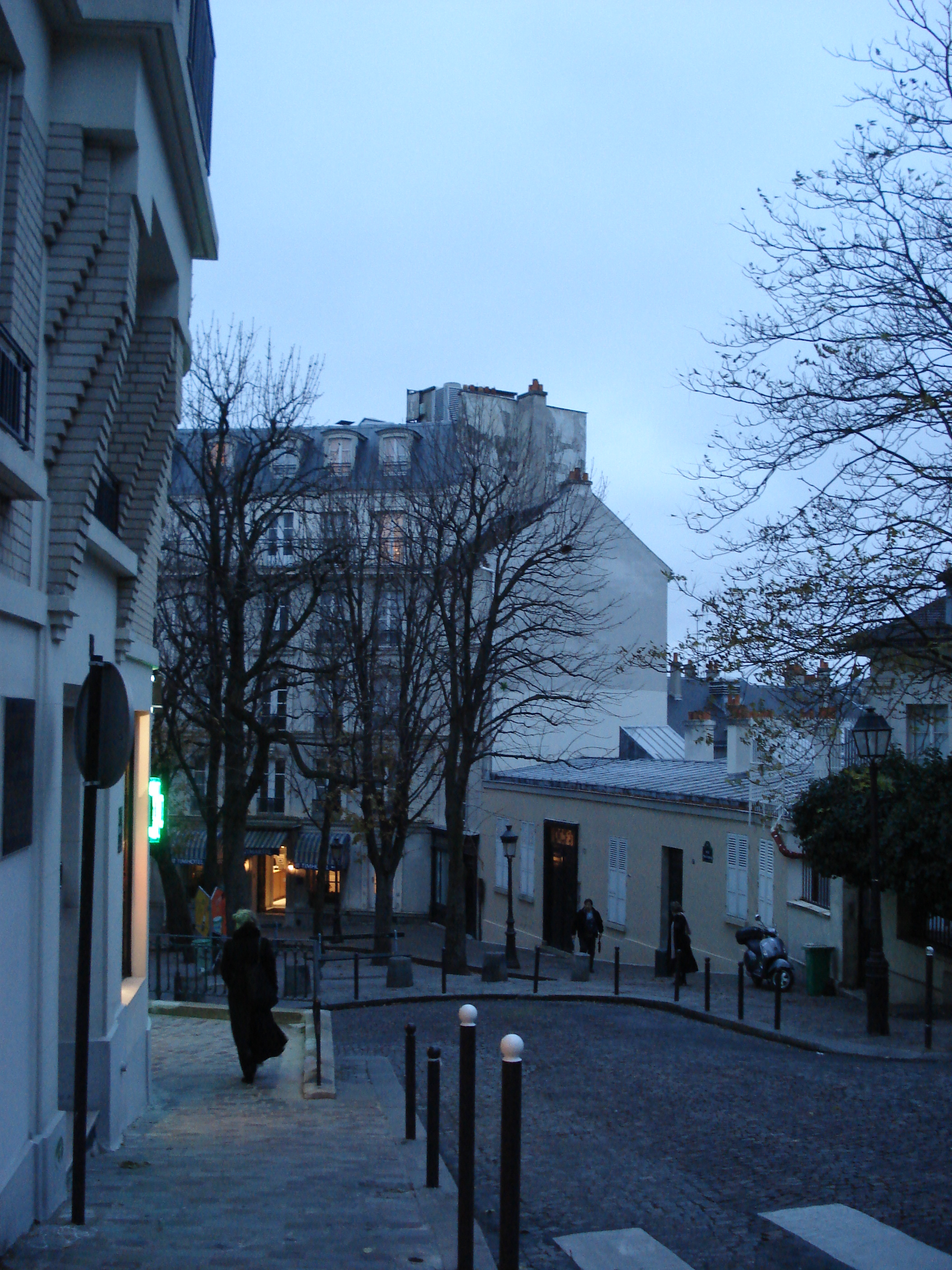
Le Bateau-Lavoir, 2006

Maxime Maufra war im Jahr 1892 der erste Mieter in dem Haus, das zu diesem Zeitpunkt noch „Maison du Trappeur“ (Haus des Fallenstellers) genannt wurde. Es folgten spanische und italienische Künstler im Umkreis des Sammlers und Malers Paco Durrio.
Der deutsche Maler Friedrich Ahlers-Hestermann, Schüler der Académie Matisse, beschrieb das Atelierhaus als „eine unheimlich große Holzbaracke, die, nach der Place Ravignan zu einstöckig, sich hinten fünf Stockwerke tief am Abhang erstreckte.“
Der Name bedeutet auf Deutsch „Waschschiff“, da das Haus den Booten auf der Seine ähnelte, auf denen Waschfrauen ihre Arbeit verrichteten. Vermutlich gab ihm der Schriftsteller, Maler und Bewohner Max Jacob diese Bezeichnung.
Anfang des 20. Jahrhunderts lebten eine Reihe bekannter Künstler und Schriftsteller im Bateau-Lavoir. Einer der Bewohner war Picasso, der das Studio von Paco Durrio übernahm und dort von 1904 bis 1909 mit seinem Hund Frika lebte. 1905 traf er hier seine erste Lebensgefährtin Fernande Olivier. In diesem Atelier malte er die ersten kubistischen Werke, schuf 1906 Gertrude Steins Porträt und im folgenden Jahr sein Gemälde Les Demoiselles d’Avignon. Das Atelierhaus Bateau-Lavoir kann daher als Geburtsort des Kubismus bezeichnet werden.
Die Kunstsammlerin Gertrude Stein schildert die häufigen Sitzungen in Picassos Atelier zu ihrem Porträt in ihrem Buch The Autobiography of Alice B. Toklas: „Da war eine Couch, wo jeder saß und schlief, da war ein kleiner Küchenstuhl, auf dem Picasso beim Malen saß, da war eine große Staffelei und da waren viele Bilder und da war ein kleiner Foxterrier …“ Damit sie sich nicht langweilte, las Picassos Gefährtin Fernande Olivier ihr aus den Fabeln von La Fontaine vor.

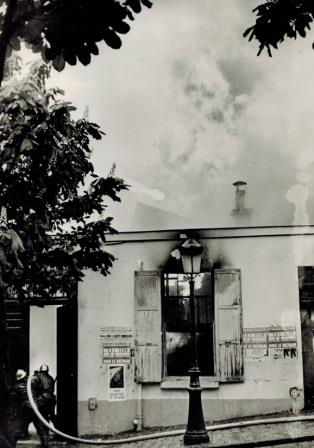
Brand des Bateau-Lavoir, 1970

Außerdem fanden Kees van Dongen, Otto Freundlich, Pablo Gargallo, Juan Gris, Max Jacob, Amedeo Modigliani, Pierre Reverdy und André Salmon hier ihre bezahlbare Unterkunft in dem sonst teuren Paris.
Weiterhin war das Haus ein Treffpunkt vieler bekannter Personen der Avantgarde, wie beispielsweise Guillaume Apollinaire, Georges Braque, Henri Matisse und Jean Cocteau, die die dort lebenden Künstler besuchten.
Nach dem Ausbruch des Ersten Weltkriegs im Jahr 1914 zogen viele Künstler in die Künstlersiedlung La Ruche im Pariser Quartier Montparnasse um.
Das Haus gehört seit 1965 zu den Monuments historiques von Paris. Im Mai 1970 wurde das Gebäude durch einen Brand zerstört und 1978 durch einen Neubau ersetzt, der wiederum 25 Künstlerateliers beherbergt. Die Fassade wurde nach dem ursprünglichen Erscheinungsbild rekonstruiert.

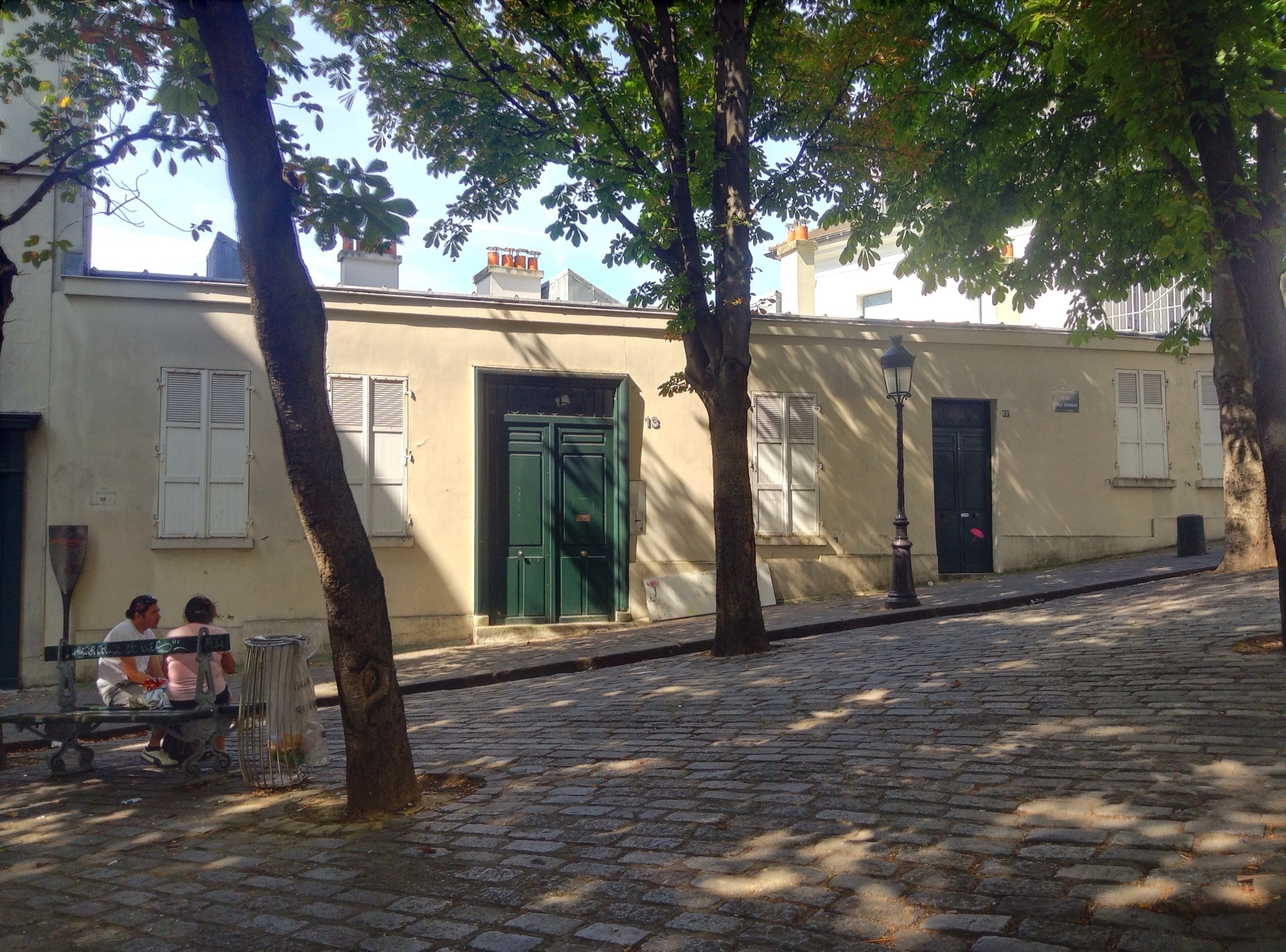
Rekonstruierte Fassade des Bateau-Lavoir, 2016
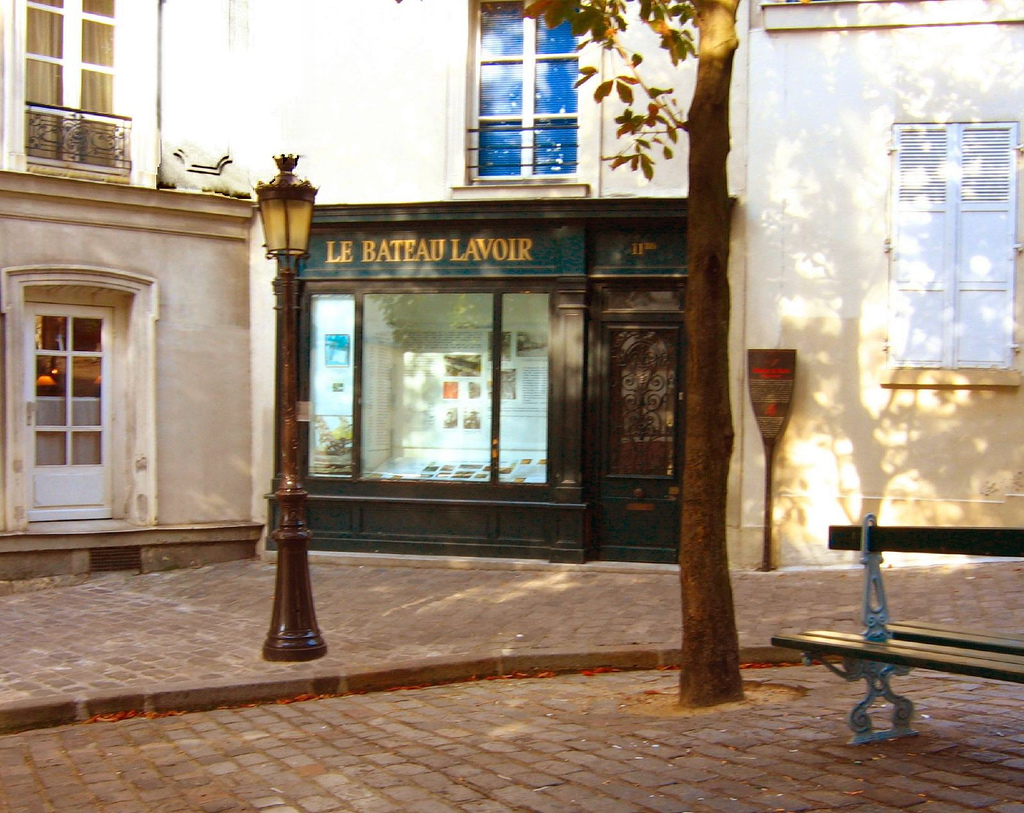
Vitrine im linken Nebenhaus des Bateau-Lavoir, 2014
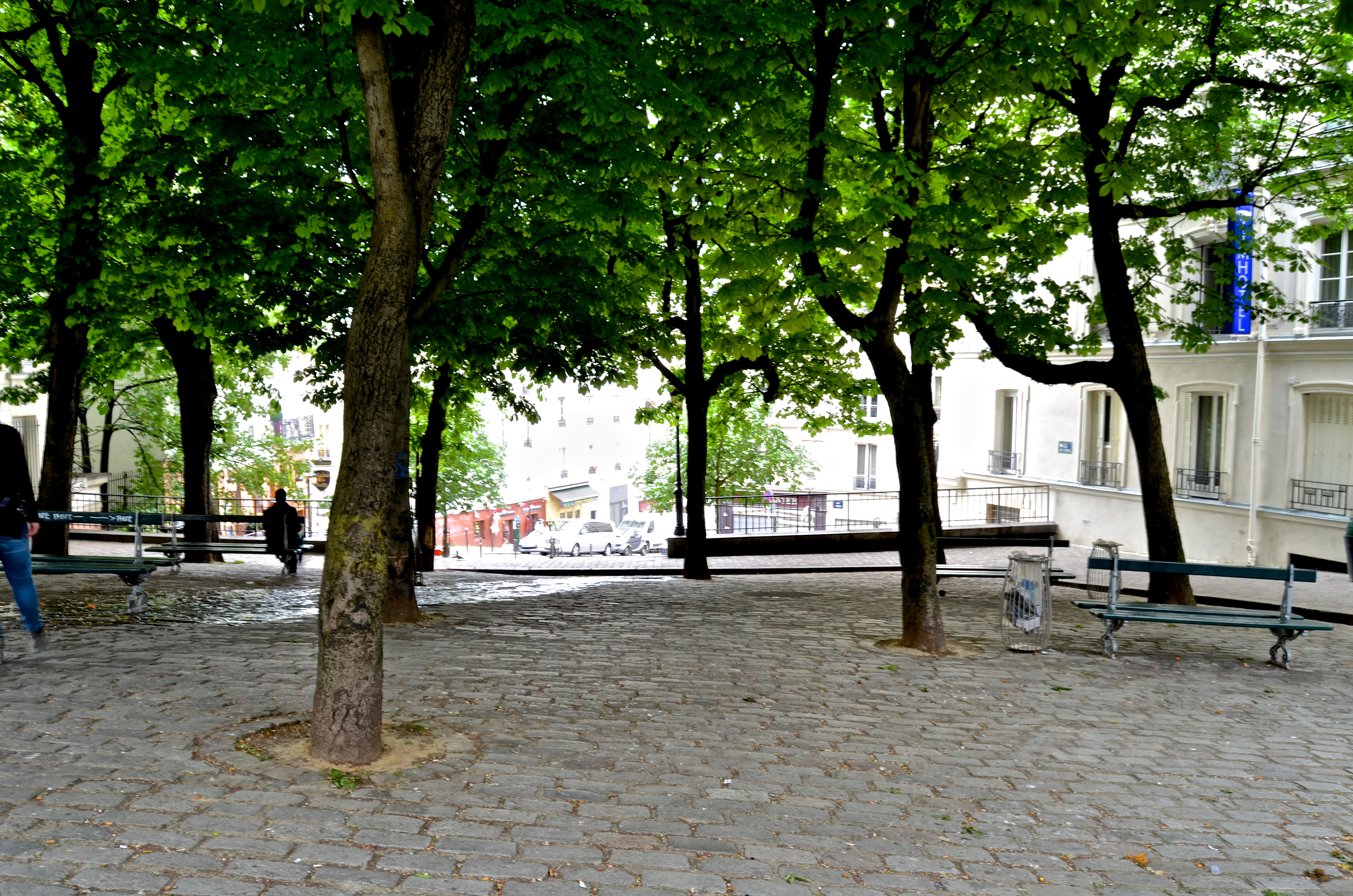
Place Émile Goudeau (Chansonnier des Montmartre)

## Das Bankett für Rousseau
Im November 1908 fand ein Bankett für Henri Rousseau in Picassos Studio im Bateau-Lavoir statt, an dem viele Montmartre-Künstler und Freunde Picassos teilnahmen. Dieses Bankett ist ebenfalls in die Kunstgeschichte eingegangen. Der Anlass war der Kauf Picassos von Rousseaus Bild Portrait de femme, das er für fünf Francs bei einem Trödler gekauft hatte. Dieses Gemälde nahm Picasso bei allen Umzügen mit und behielt es bis zu seinem Tod.
Teilnehmer des bekannten Festes waren unter anderem Apollinaire, Braque, Salmon, Marie Laurencin, Modigliani, der Galerist Wilhelm Uhde, Gertrude und Leo Stein sowie Gertrudes Freundin Alice B. Toklas. Rousseau war vom Wert seiner Malwerke so vollkommen überzeugt, dass er unter den Zeitgenossen neben sich nur noch Picasso gelten ließ, dessen Malweise er aus unerklärlichen Gründen für „ägyptisch“ hielt. „Wir sind die beiden größten Maler dieser Zeit“, sagte er auf dem Bankett zu Picasso, „du im ägyptischen Stil und ich im modernen.“
Über dieses historische Essen, eines der berühmtesten Ereignisse aus der Kinderzeit der modernen Kunst, gibt es mindestens fünf Zeugenberichte, die einander jedoch erheblich widersprechen. Nach Auskunft der Gastgeberin, Picassos damaliger Gefährtin Fernande Olivier, saß der Zöllner Rousseau auf einem „Thron“, einem Stuhl, der auf einer Kiste stand; das Atelier war mit Fahnen und Lampions geschmückt, und auf einem Spruchband stand: „Hoch lebe Rousseau!“
Die Schriftstellerin Ursula von Kardorff schreibt in ihrem Buch Adieu Paris über das Fest, dass Rousseau sich gerührt bei den Rednern bedankte und seine Violine holte, um auf ihr zu spielen: „Dabei bemerkte er nicht, wie das Wachs der Kerzen auf seine Glatze heruntertropfte und einen kleinen Hügel bildete. Braque spielte Ziehharmonika, alles tanzte. Jedermann war schön blau. Nüchtern blieben nur die Geschwister Gertrude und Leo Stein und die Freundin Alice Toklas. […] Das Fest endete, als die Sonne schon am Himmel stand.“

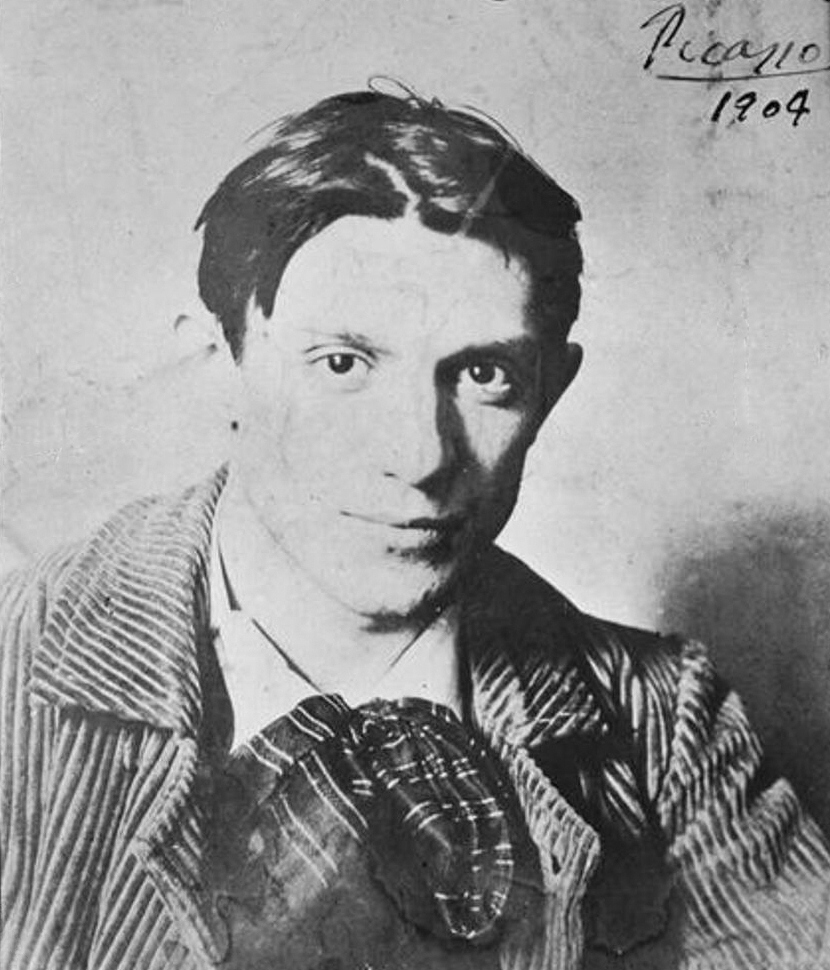
Pablo Picasso, 1904
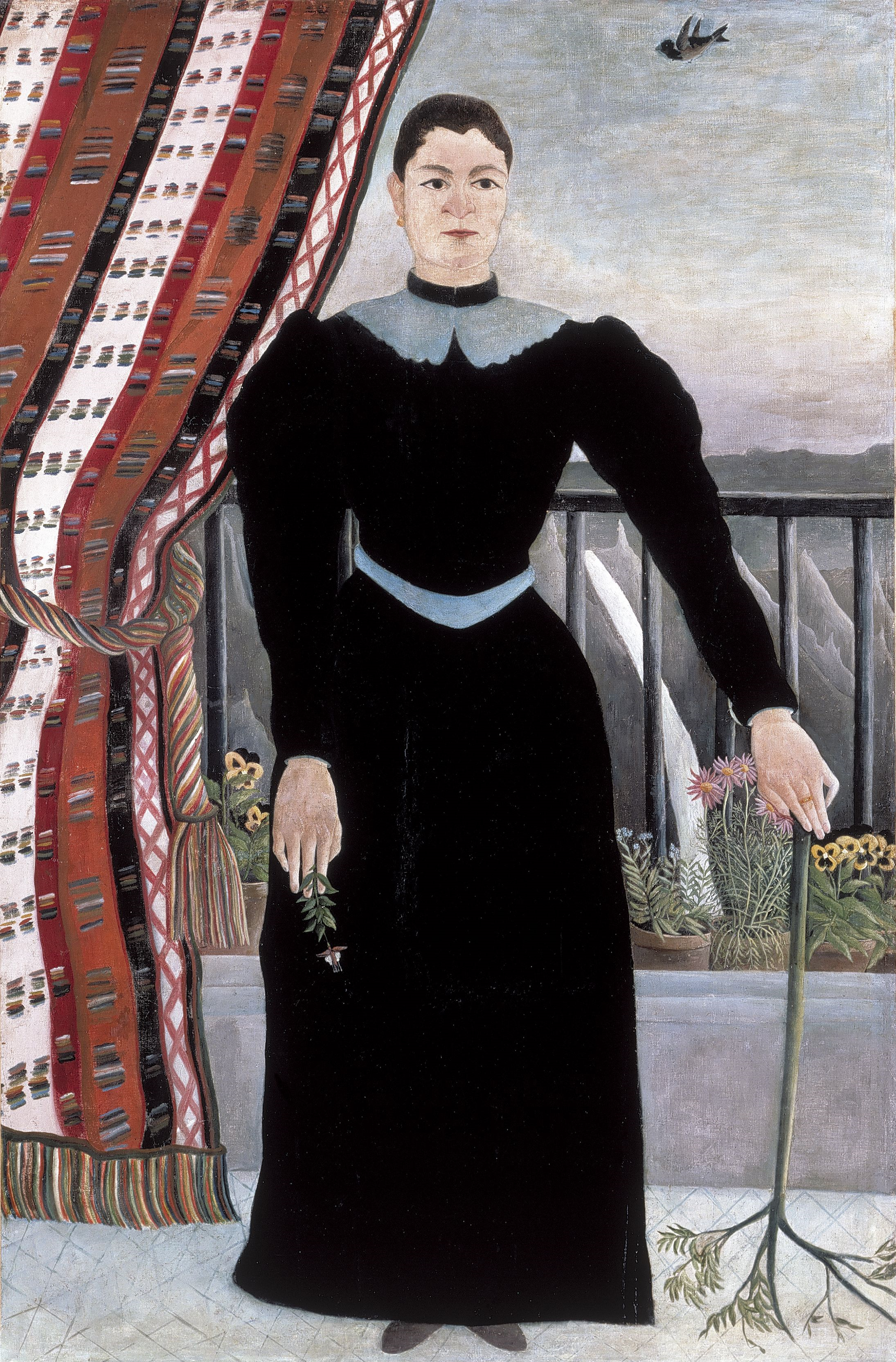
Henri Rousseau: Portrait de femme, auch Yadwigha genannt, um 1895, Musée Picasso, Paris
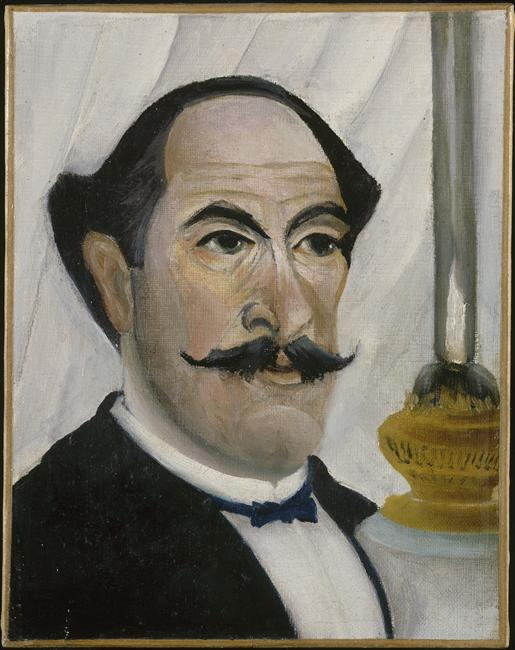
Henri Rousseau: Selbstporträt, 1902/03, Musée Picasso, Paris

## Bekannte Bewohner
- Guillaume Apollinaire
- Georges Braque
- Jose De Creeft
- Tibor Csernus
- Kees van Dongen
- Otto Freundlich
- Pablo Gargallo
- Juan Gris
- Auguste Herbin
- Max Jacob
- Pierre Mac Orlan
- Maxime Maufra
- Ksenia Milicevic
- Igor Mitoraj
- Amedeo Modigliani
- Fernande Olivier
- Pablo Picasso
- Augusta Preitinger
- Otto van Rees
- Pierre Reverdy
- Endre Rozsda
- André Salmon
- Ardengo Soffici

## Filme
- Rendezvous in Paris. (OT: Les rendez-vous de Paris.) Spielfilm, Frankreich, 1995, 95 Min., Buch und Regie: Éric Rohmer, Produktion: Compagnie Éric Rohmer, Canal+; Rendezvous in Paris bei IMDb.
- Die Abenteurer der modernen Kunst – 1. Die Zeit der Bohème (1900–1906). (OT: Bohème (1900–1906).) Dokumentarfilm mit Archivaufnahmen und Animationen, Frankreich, 2015, 48:51 Min., Buch: Dan Franck, Regie: Amélie Harrault, Moderationsstimme: Anke Engelke, Produktion: Silex Films, arte France, Financière Pinault, Reihe: Die Abenteurer der modernen Kunst (OT: Les aventuriers de l'art moderne), Erstsendung: 16. Dezember 2015 bei arte, Inhaltsangabe von ARD / arte.